# Zyklon (groupe)
Pour les articles homonymes, voir Zyklon.
Pour le groupe de rock anciennement nommé « Zyklon B », voir Evil Skins.
Zyklon est un groupe de black metal norvégien, originaire de Notodden. Le groupe est officiellement dissous en janvier 2010 après deux ans d'inactivité.

## Biographie
Le groupe est formé en 1998 par les anciens membres d'Emperor, Samoth et Trym alliés à deux membres du groupe Myrkskog. Le nom du groupe fait référence au phénomène météorologique du cyclone, qui est épelé syklon en norvégien,. Les membres du groupe expliquent d'ailleurs qu'il ne s'agit pas d'une continuité du groupe Zyklon-B, un projet parallèle d'Emperor dont faisait partie Samoth,. À sa période de formation, le groupe se compose de Odd « Secthdamon » Tony (basse), Thor « Destructhor » Anders Myhren (guitare) et de Kai Johnny « Trym » Mosaker (batterie).
Le groupe publie son premier album studio, World ov Worms en 2001, au label Candlelight Records. L'album se caractérise par des riffs extrêmement rapides et des blast beats. Cependant, après cet album, la formation de Zyklon change radicalement, et se compose désormais de Samoth, Trym Torson, Destructhor, et Secthdamon. Deux ans plus tard, en 2003, le groupe effectue un split avec le groupe Red Harvest, et publie ensuite son deuxième album studio, Aeon, qui enregistré entre février et avril 2003,. Deux vidéo des chansons Core Solution et Psyklon Aeon seront tournées.
Entre novembre et décembre 2005, le groupe se lance dans l'enregistrement de son troisième album studio au Akkerhaugen Lydstudio en Norvège. Ce troisième album, Disintegrate, est publié en mai 2006, toujours au label Candlelight Records, et bien accueilli par la presse spécialisée,,.
Les activités de Zyklon sont suspendues à partir du 22 octobre 2007. Après plus de deux ans d'inactivité, le groupe se sépare officiellement en janvier 2010.

## Membres

### Derniers membres
- Secthdamon (Odd Tony) — chant, basse (2001-2010)
- Samoth (Thomas Haugen) — guitare (2000-2010)
- Destructhor (Thor Anders Myhren) — guitare (1998-2010)
- Trym (Kai Johnny Mosaker) — batterie (1998-2010)

### Anciens membres
- Daemon (Vidar Jensen) — chant (2000-2001)
- Cosmocrator — basse (sur scène)

## Discographie

### Albums studio
- 2001 : World ov Worms
- 2003 : Aeon
- 2006 : Disintegrate

### Albums live et compilations
- 2003 : Zyklon / Red Harvest

### DVD
- 2006 : Storm Detonation Live